# تصفيات كأس العالم 2006 - ملحق أوقيانوسيا وأمريكا الجنوبية
الملحق القاري لأوقيانوسيا وأمريكا الجنوبية المؤهل إلى بطولة كأس العالم لكرة القدم 2006 في ألمانيا أقيم بنظام الذهاب والإياب على أن يتأهل الفائز إلى بطولة كأس العالم . أقيمت المباراتين في 12 و16 نوفمبر 2005 في مونتيفيديو وسيدني على التوالي . بسبب فوز المنتخبين على ملعبيهما 1-0 تم الاحتكام إلى ركلات الجزاء حيث فاز منتخب أستراليا 4-2 وتأل إلى بطولة كأس العالم للمرة الأولى منذ بطولة كأس العالم لكرة القدم 1974 في ألمانيا الغربية . تعتبر هذه ثاني مواجهة على التوالي في نفس الدور حيث استطاع منتخب الأوروغواي الفوز 3-1 في مجموع المباراتين للتأهل إلى بطولة كأس العالم لكرة القدم 2002 في كوريا الجنوبية واليابان .

## الخلفية
سبق للمنتخبين مواجهة بعضهما في نفس الدور حيث فاز منتخب الأوروغواي 3-1 في مجموع المباراتين . تم إجراء القرعة لتحديد صاحب ملعب الذهاب في مؤتمر الاتحاد الدولي لكرة القدم الذي أقيم في 10 سبتمبر 2005 .

## مباراة الذهاب
| الأوروغواي         | 1 – 0     | أستراليا |
| ------------------ | --------- | -------- |
| داريو رودريغيز 37' | (التقرير) |          |

|  | فابيان كاريني 63' لويس دييغو لوبيز كارلوس ديوغو باولو مونتيرو داريو رودريغيز دييغو بيريز بابلو غابرييل غارسيا ألفارو ريكوبا ريتشارد موراليس 62' مارسيلو زالايتا 18' دييغو فورلان البدلاء داريو سيلفا 18' فابيان إستويانوف 62' غييرمو رودريغيز 63' سيباستيان فييرا أليخاندرو لاغو غونزالو دي لوس سانتوس مارسيلو سوسا |  | مارك شوارزر توني فيدمار لوكاس نيل توني بوبوفيتش بريت إيمرتون جايسون كولينا سكوت تشيبرفيلد فينشينسو غريلا أرتشي تومبسون 52' تيم كاهيل مارك فيدوكا 79' البدلاء 52' مارك بريشيانو 79' جون ألويسي زيليكو كالاتش ستان لازاريديس ليوبو ميليتشفيتش جوزيب سكوكو هاري كيويل |  |

## مباراة الإياب
| أستراليا          | 1 – 0 (وقت إضافي) | الأوروغواي |
| ----------------- | ----------------- | ---------- |
| مارك بريشيانو 35' | (التقرير)         |            |

|  | مارك شوارزر لوكاس نيل 32' توني بوبوفيتش توني فيدمار 96' مارك بريشيانو تيم كاهيل سكوت تشيبرفيلد جايسون كولينا 111' بريت إيمرتون فينشينسو غريلا مارك فيدوكا البدلاء هاري كيويل 32' جون ألويسي 96' جوزيب سكوكو 111' زيليكو كالاتش ستان لازاريديس ليوبو ميليتشفيتش أرتشي تومبسون |  | فابيان كاريني كارلوس ديوغو دييغو لوغانو باولو مونتيرو 82' داريو رودريغيز غييرمو رودريغيز بابلو غارسيا ألفارو ريكوبا 73' غوستافو فاريلا ريتشارد موراليس ماريو ريغييرو 98' البدلاء 73' مارسيلو زالايتا 82' مارسيلو سوسا 98' فابيان إستويانوف سيباستيان فييرا أليخاندرو لاغو غونزالو دي لوس سانتوس داريو سيلفا |  |